# Acmaeodera bishopiana
Acmaeodera bishopiana  (лат.) — вид жуков-златок рода Acmaeodera из подсемейства Polycestinae (Acmaeoderini). Распространён в Новом Свете. Кормовым растением имаго являются Encelia virginiensis actoni (Westcott, et al. 1979: 171), а у личинок — Atriplex canescens (Beer 1944:106).
Вид был впервые описан в 1907 году биологом Генри Клинтоном Фоллом (Henry Clinton Fall).